# Nevio Scala
Nevio Scala je italský fotbalový trenér a hráč. Jako trenér se významně zapsal do historie klubu Parma FC.